# 海爾馬里亞姆·德薩萊尼

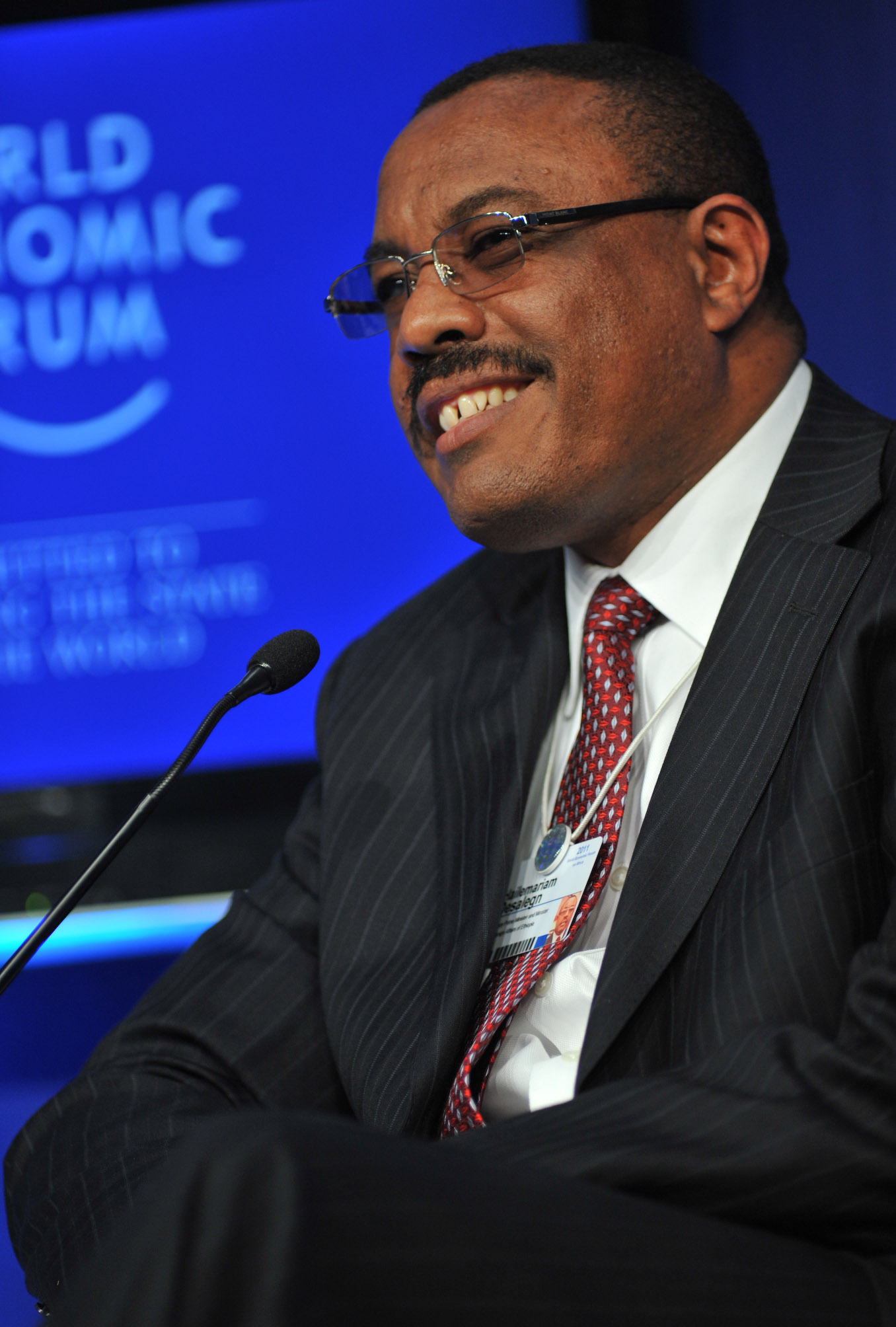
2011年5月

海爾馬里亞姆·德薩萊尼（1965年7月19日—）是埃塞俄比亞政治家。
海爾馬里亞姆早年修讀土木工程學，曾在芬蘭和美國留學。
海爾馬里亞姆從2001年11月至2006年3月擔任南方民族、部落和人民州主席。2010年10月任副總理兼外交部長。原總理梅莱斯·泽纳维在2012年8月逝世後，海爾馬里亞姆根據憲法代行總理職務。2012年9月，議會批准海爾馬里亞姆出任總理。
海爾馬里亞姆隶属于埃塞俄比亚使徒教会（基督新教的一个流派）。
2018年2月15日，海爾馬里亞姆提出辭去總理及執政黨領導人職務，以便「進行帶來可持續的和平與民主的改革」。在此之前，已有數以百計的人在2015年開始的反政府示威中喪生。
有外界觀察人士認為海爾馬里亞姆在總理任內「並無政治實權」。

## 荣誉

### 外国勋章奖章
- 旭日大绶章（日本，2019年5月21日公布[7]）